# Афинский классический марафон

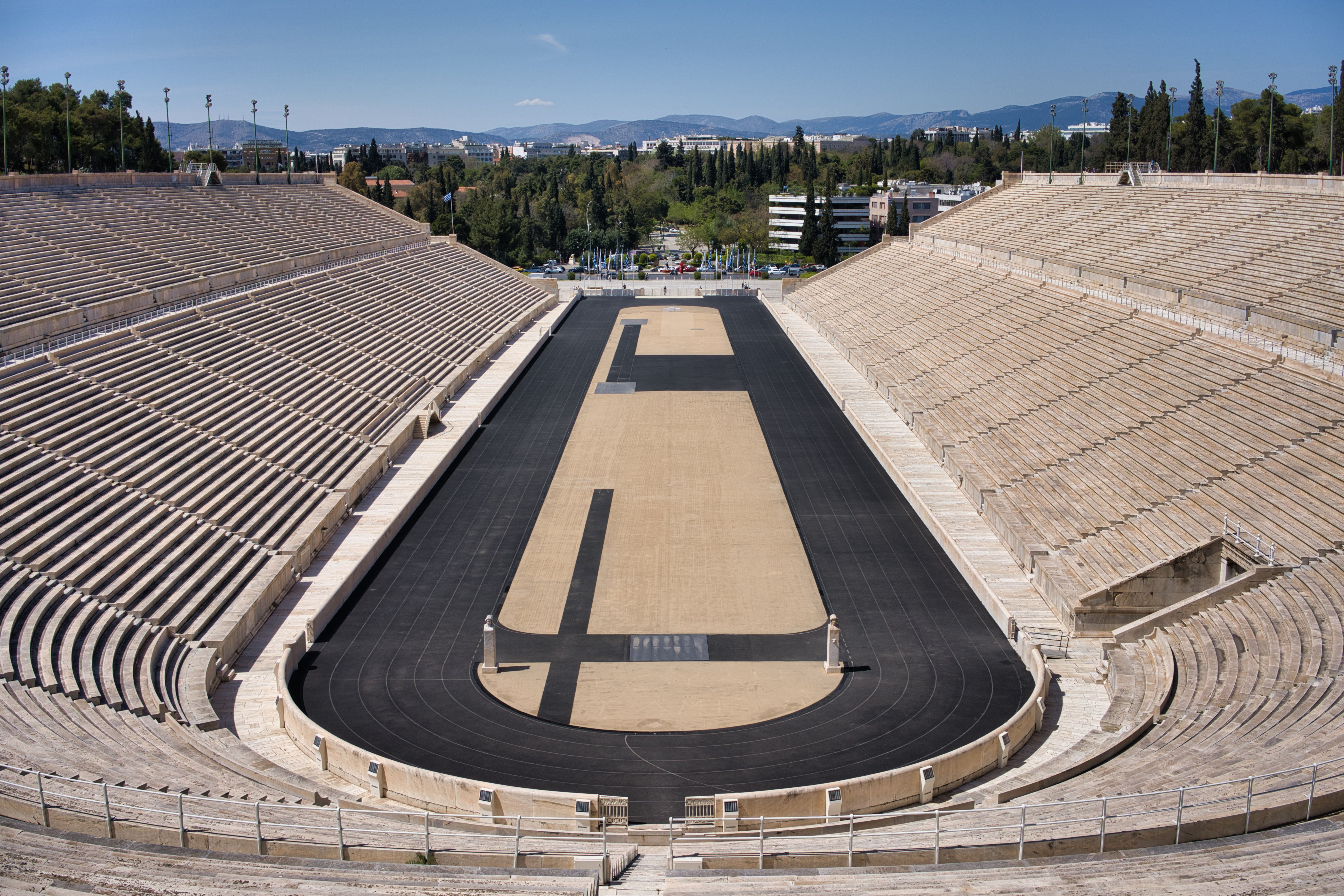
стадион «Панатинаикос» — конечный пункт Афинского классического марафона

Афинский классический марафон — ежегодные соревнования, которые проходят в конце октября — начале ноября в Афинах (Греция). В марафонском забеге на 42 км обычно принимают участие около 5000 атлетов. Общее количество участников, которые также соревнуются в беге и спортивной ходьбе на 5 и 10 км, достигает 8 тысяч.
Греческие атлеты традиционно выступают как сильные соперники в соревнованиях и среди мужчин, и среди женщин. Однако с конца 1990-х годов победу часто одерживали представители стран Восточной Африки и Японии.
В период 1995—1997 годов как часть греческого чемпионата устраивались гонки от Марафон до Афин, известные как Афинский марафон, но больше они не проводятся.

## История
Идею Афинского классического марафона содержит предание о греческом герое Фидиппиде, который бежал от Марафона до Афин, чтобы возвестить о победе греков над персами в битве при Марафоне. Впервые в истории современного спорта соревнования по марафонскому бегу состоялись на Первых Олимпийских играх современности 1896 года в Афинах.
Собственно Афинский классический марафон был основан в 1972 году как совместное предприятие Греческого совета по туризму и Федерации лёгкой атлетики Греции (SEGAS). С 1983 года в организации классического марафона участвует Федерация лёгкой атлетики Греции, в том же году соревнования удостоены официального статуса  Международной ассоциации легкоатлетических федераций. В 1982 году организаторы посвятили Афинский классический марафон Григорису Ламбракису, спортсмену, антивоенному активисту и члену Греческого парламента, убитому ультраправыми.
С 2007 года Ассоциация международных марафонов и гонок на дистанции организовала ежегодный Международный марафонский симпозиум в городе Марафон за день до соревнования. По аналогии традиции зажигания Олимпийского огня, появилась традиция Марафонского пламени. Его зажигают на могиле воинов, павших в битве при Марафоне, и переносят на стадион в Марафоне перед началом каждой гонки.
В 2010 году Афинский классический марафон был объединен с празднованием 2500-летия битвы при Марафоне. 22 000 участников, среди которых профессиональные спортсмены и просто любители бега со всего мира, преодолели расстояние от города Марафон до центра Афин. Открыл забег премьер-министр Греции Георгиос Папандреу и несколько министров его правительства. Торжественное открытие «золотого» марафона посетили главы нескольких государств, в частности президент Франции Николя Саркози и канцлер Германии Ангела Меркель.

## Маршрут марафона

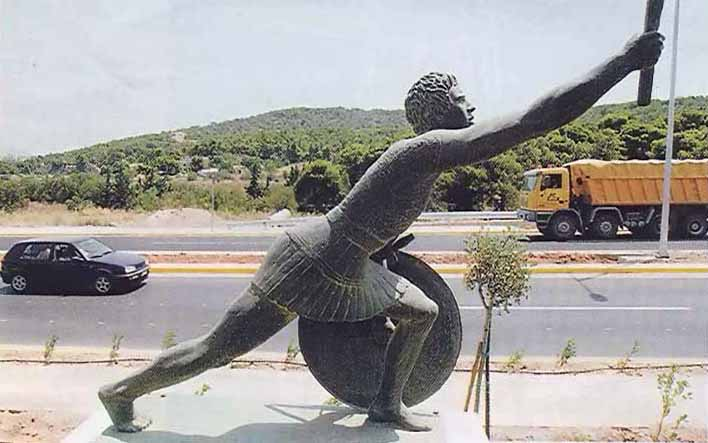
Статуя Бегуна — художественное изображение Фидиппида

Маршрут Афинского классического марафона считается одним из самых тяжелых. Начинается он в городе Марафон, где проходит мимо Марафонского трофея и захоронения афинских воинов. Далее мимо побережья через Неа-Макри. На этом участке маршрут все время идёт под гору, но в направлении Афин становится несколько пологим. Здесь атлеты в центре города минуют Статую Бегуна (Ο Δρομέας), художественное изображение Фидиппида. Забег заканчивается в древнем мраморном стадионе «Панатинаикос», так же, как заканчивался маршрут марафонского бега на Олимпиаде 1896 года и олимпийском марафоне 2004 года.

## Победители
Рекорд
 Греческие финальные гонки
| Год  | Мужчины                  | Time (ч:мин:с) | Женщины               | Time (ч:мин:с) |
| ---- | ------------------------ | -------------- | --------------------- | -------------- |
| 2010 | Реймонд Бетт             | «'2:12:40»'    | Раса Драздаускайте    | «'2:31:06»'    |
| 2009 | Йосефат Кипкируи Нгетих  | 2:13:44        | Акэми Одзаки          | 2:39:56        |
| 2008 | Пол Лекураа              | 2:12:42        | Маи Тагами            | 2:36:58        |
| 2007 | Бенджамин Кипротих Корир | 2:14:40        | Светлана Пономаренко  | 2:33:19        |
| 2006 | Генри Тарус              | 2:17:46        | Тикако Огуси          | 2:40:45        |
| 2005 | Джеймс Сена              | 2:16:15        | Сисей Меасо           | 2:38:39        |
| 2004 | Фредерик Чероно          | 2:15:28        | Алему Заниш           | 2:41:11        |
| 2003 | Зебедайо Байо            | 2:16:59        | Надежда Виєнберг      | 2:43:18        |
| 2002 | Марк Сена                | 2:18:20        | Соня Оберем           | 2:37:29        |
| 2001 | Ноа Бор                  | 2:19:26        | Соня Оберем           | 2:36:15        |
| 2000 | Николаос Полиас          | 2:20:50        | Георгия Абатзиду      | 2:53:00        |
| 1999 | Масато Ёнэхара           | 2:18:35        | Тамаки Окуно          | 2:46:46        |
| 1998 | Николаос Полиас          | 2:18:38        | Джой Смит             | 2:50:52        |
| 1997 | Герасимос Кокотос        | 2:31:47        | Мелисса Hurta         | 2:54:43        |
| 1996 | Никитас Маркакис         | 2:33:15        | Панайота Петропулу    | 2:56:42        |
| 1995 | Николаос Полиас          | 2:27:27        | Панайота Николакопулу | 2:59:45        |
| 1994 | Христос Думас            | 2:27:27        | Клери Ставропулу      | 3:21:32        |
| 1993 | Николаос Полиас          | 2:28:12        | Панайота Петропулу    | 3:15:56        |
| 1992 | Христос Думас            | 2:31:15        | Рэйко Хиросава        | 3:05:24        |
| 1991 | Теодорос Фотопулос       | 2:28:18        | София Сотириаду       | 2:59:29        |
| 1990 | Йохан Энгхольм           | 2:26:33        | Пруденс Тейлор        | 2:59:15        |
| 1989 | Ян ван Рейтховен         | 2:23:19        | Лесли Льюис           | 2:37:42        |
| 1988 | Федор Рыжов              | 2:17:33        | Магдалини Пулимену    | 2:50:59        |
| 1987 | Кевин Фланеган           | 2:25:14        | Ирина Богачева        | 2:43:37        |
| 1986 | Йос вандер Ватер         | 2:27:22        | Сигне Ворд            | 3:06:58        |
| 1985 | Михаэль Хилль            | 2:26:20        | Эрил Дэвис            | 3:04:30        |
| 1984 | Леон Сванепел            | 2:28:53        | Барбара Бэлзер        | 2:58:30        |
| 1983 | Мартин Джей Маккартни    | 2:25:34        | Ханне Дженсен         | 3:20:33        |
| 1982 | Год Каллисон             | 2:27:29        | Элла Гримм            | 3:07:41        |
| 1981 | Яннис Курос              | 2:32:50        | Бритта Соренсен       | 3:16:00        |
| 1980 | Жан-Поль Дидим           | 2:34:32        | Арлин Волмер          | 3:17:07        |
| 1979 | Рихард Белк              | 2:31:21        | Габи Биррер           | 3:34:21        |
| 1978 | Дэнни Флинн              | 2:27:22        | ?                     | ?              |
| 1977 | Кебеде Балча             | 2:14:40.8      | ?                     | ?              |
| 1976 | Эдгар Фридли             | 2:33:50        | Мелисса Гендриксен    | 3:35:45        |
| 1975 | Теофанис Цимингатос      | 2:35:39        | Корри Конингс         | 3:16:13        |
| 1974 | Теофанис Цимингатос      | 2:29:31        | Ева-Мария Вестфал     | 3:55:56        |
| 1973 | ?                        | ?              | ?                     | ?              |
| 1972 | ?                        | ?              | ?                     | ?              |